# Castanet (Tarn)
Pour les articles homonymes, voir Castanet.
Ne doit pas être confondu avec Castanet (Tarn-et-Garonne).
Castanet est une commune française située dans le nord du département du Tarn, en région Occitanie. Sur le plan historique et culturel, la commune est dans le Gaillacois, un pays qui doit sa notoriété à la qualité de ses vins.
Exposée à un climat océanique altéré, elle est drainée par le Luzert, le Ruisseau de Vieulac et par deux autres cours d'eau.
Castanet est une commune rurale qui compte 199 habitants en 2022, après avoir connu un pic de population de 493 habitants en 1821.  Elle fait partie de l'aire d'attraction d'Albi. Ses habitants sont appelés les Castanétois ou  Castanétoises.

## Géographie

### Localisation
Commune située au nord-ouest d'Albi.

Panorama de la rue principale de Castanet.

### Communes limitrophes
Les communes limitrophes sont Bernac, Castelnau-de-Lévis, Cestayrols, Mailhoc, Villeneuve-sur-Vère et Sainte-Croix.
|            | Villeneuve-sur-Vère | Mailhoc (par un quadripoint) |
| Cestayrols | Castanet            | Sainte-Croix                 |
|            | Bernac              | Castelnau-de-Lévis           |

### Hydrographie
La commune est dans le bassin de la Garonne, au sein du bassin hydrographique Adour-Garonne. Elle est drainée par le Luzert, le ruisseau de Vieulac, le ruisseau de Bésou et par un petit cours d'eau, qui constituent un réseau hydrographique de 5 km de longueur totale,.
Le Luzert, d'une longueur totale de 12,7 km, prend sa source dans la commune de Sainte-Croix et s'écoule du nord-est au sud-ouest. Il traverse la commune et se jette dans le Tarn à Lagrave, après avoir traversé 7 communes.

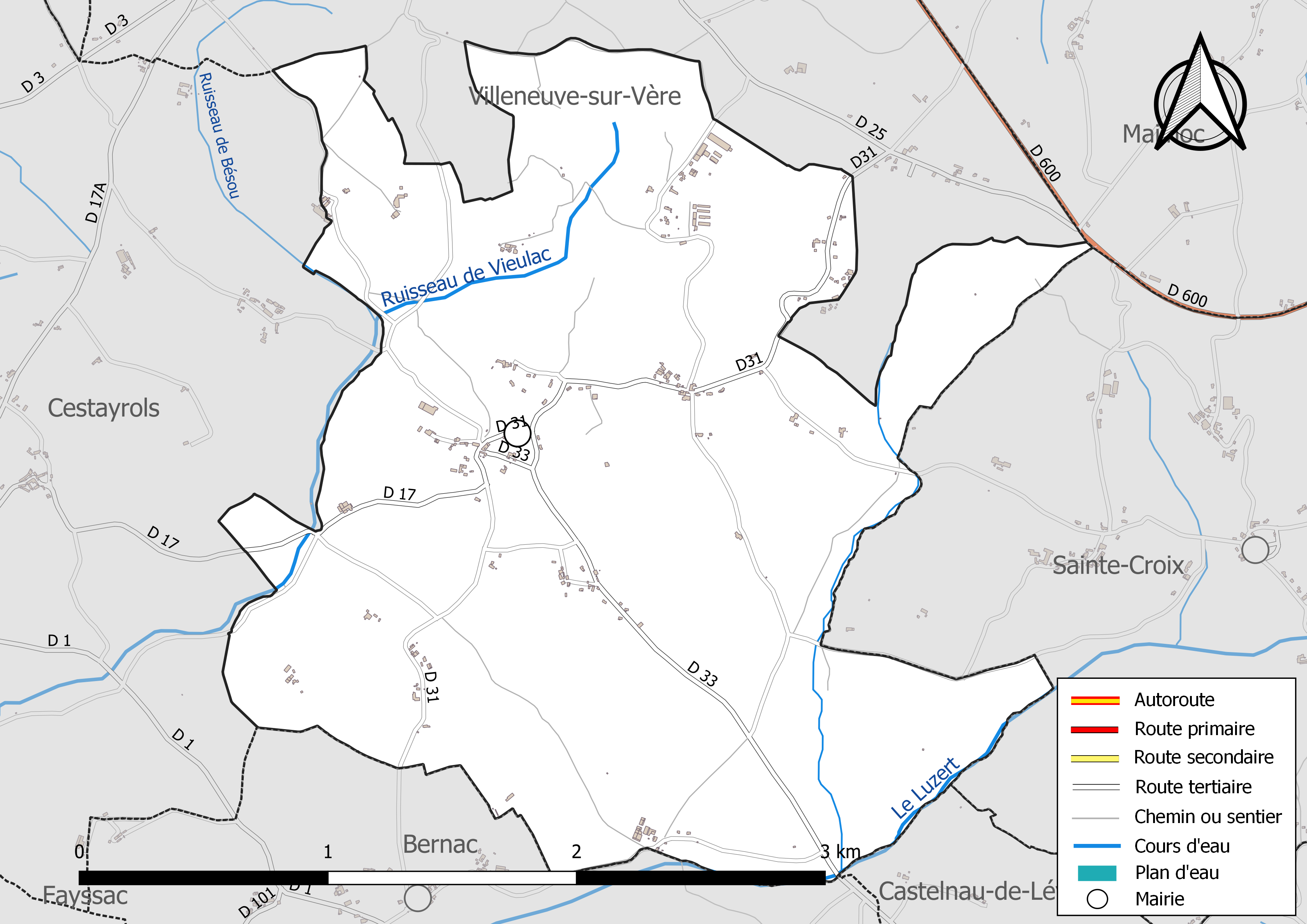
Réseaux hydrographique et routier de Castanet.

Le ruisseau de Vieulac, d'une longueur totale de 12,8 km, prend sa source dans la commune et s'écoule du nord-est au sud-ouest. Il traverse la commune et se jette dans le Tarn à Brens, après avoir traversé 7 communes.

### Climat
Pour des articles plus généraux, voir Climat de l'Occitanie et Climat du Tarn.
En 2010, le climat de la commune est de type climat du Bassin du Sud-Ouest, selon une étude du Centre national de la recherche scientifique s'appuyant sur une série de données couvrant la période 1971-2000. En 2020, Météo-France publie une typologie des climats de la France métropolitaine dans laquelle la commune est exposée à un climat océanique altéré et est dans la région climatique Aquitaine, Gascogne, caractérisée par une pluviométrie abondante au printemps, modérée en automne, un faible ensoleillement au printemps, un été chaud (19,5 °C), des vents faibles, des brouillards fréquents en automne et en hiver et des orages fréquents en été (15 à 20 jours).
Pour la période 1971-2000, la température annuelle moyenne est de 12,6 °C, avec une amplitude thermique annuelle de 15,2 °C. Le cumul annuel moyen de précipitations est de 888 mm, avec 10,4 jours de précipitations en janvier et 5,6 jours en juillet. Pour la période 1991-2020, la température moyenne annuelle observée sur la station météorologique de Météo-France la plus proche, « Albi », sur la commune du Sequestre à 8 km à vol d'oiseau, est de 13,8 °C et le cumul annuel moyen de précipitations est de 733,9 mm. 
La température maximale relevée sur cette station est de 42,3 °C, atteinte le 23 août 2023 ; la température minimale est de −20,4 °C, atteinte le 16 janvier 1985,,.
Les paramètres climatiques de la commune ont été estimés pour le milieu du siècle (2041-2070) selon différents scénarios d'émission de gaz à effet de serre à partir des nouvelles projections climatiques de référence DRIAS-2020. Ils sont consultables sur un site dédié publié par Météo-France en novembre 2022.

### Milieux naturels et biodiversité
Aucun espace naturel présentant un intérêt patrimonial n'est recensé sur la commune dans l'inventaire national du patrimoine naturel,,.

## Urbanisme

### Typologie
Au 1er janvier 2024, Castanet est catégorisée commune rurale à habitat très dispersé, selon la nouvelle grille communale de densité à sept niveaux définie par l'Insee en 2022.
Elle est située hors unité urbaine. Par ailleurs la commune fait partie de l'aire d'attraction d'Albi, dont elle est une commune de la couronne,. Cette aire, qui regroupe 91 communes, est catégorisée dans les aires de 50 000 à moins de 200 000 habitants,.

### Occupation des sols
L'occupation des sols de la commune, telle qu'elle ressort de la base de données européenne d’occupation biophysique des sols Corine Land Cover (CLC), est marquée par l'importance des territoires agricoles (95,5 % en 2018), une proportion identique à celle de 1990 (95,5 %). La répartition détaillée en 2018 est la suivante : 
terres arables (81 %), zones agricoles hétérogènes (9,5 %), cultures permanentes (4,9 %), forêts (4,5 %), prairies (0,1 %). L'évolution de l’occupation des sols de la commune et de ses infrastructures peut être observée sur les différentes représentations cartographiques du territoire : la carte de Cassini (XVIIIe siècle), la carte d'état-major (1820-1866) et les cartes ou photos aériennes de l'IGN pour la période actuelle (1950 à aujourd'hui).

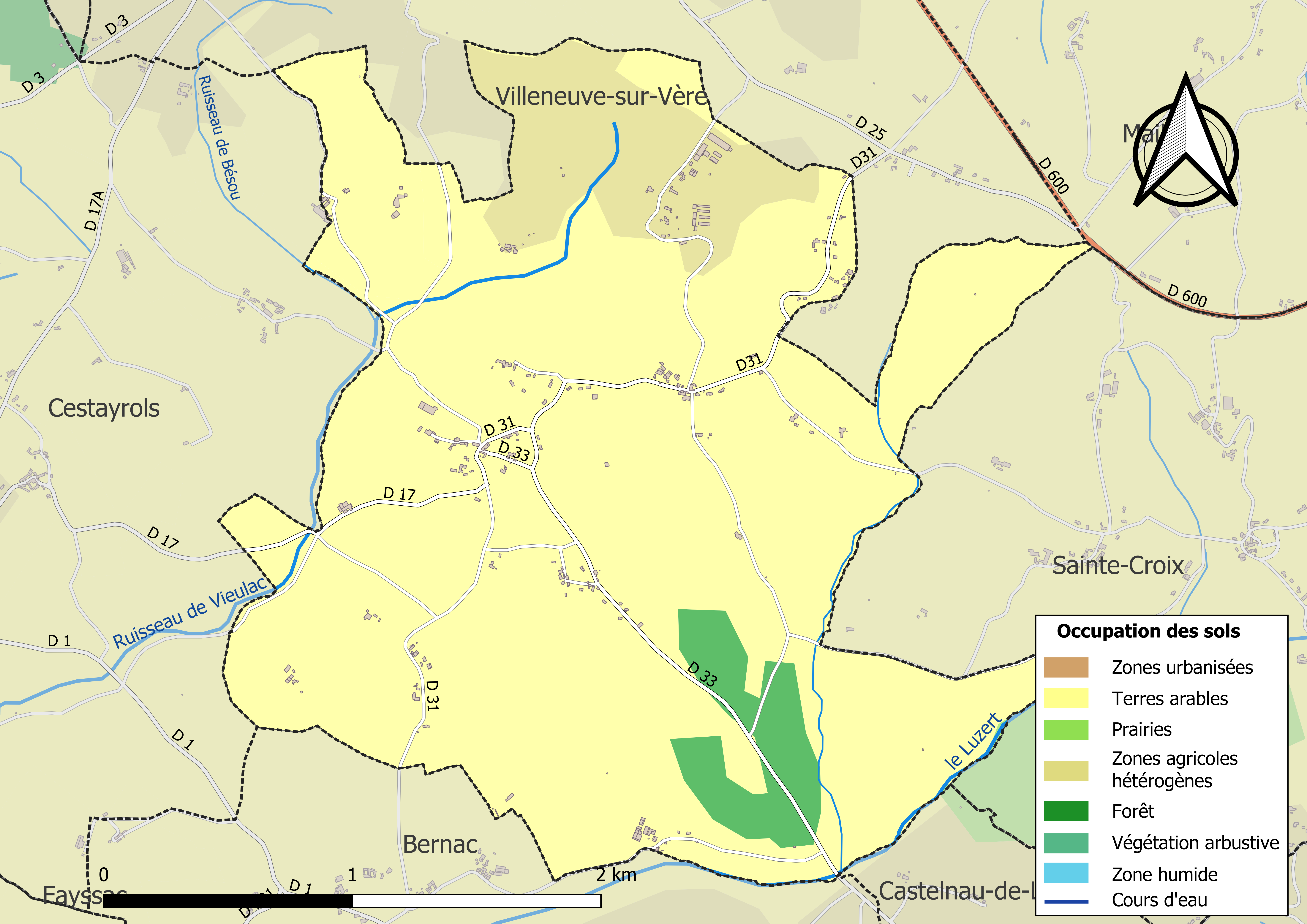
Carte des infrastructures et de l'occupation des sols de la commune en 2018 (CLC).

### Risques majeurs
Le territoire de la commune de Castanet est vulnérable à différents aléas naturels : météorologiques (tempête, orage, neige, grand froid, canicule ou sécheresse), inondations, mouvements de terrains et séisme (sismicité très faible). Il est également exposé à un risque technologique,  le transport de matières dangereuses. Un site publié par le BRGM permet d'évaluer simplement et rapidement les risques d'un bien localisé soit par son adresse soit par le numéro de sa parcelle.

#### Risques naturels
Certaines parties du territoire communal sont susceptibles d’être affectées par le risque d’inondation par débordement de cours d'eau, notamment le Luzert et le ruisseau de Vieulac. La cartographie des zones inondables en ex-Midi-Pyrénées réalisée dans le cadre du XIe Contrat de plan État-région, visant à informer les citoyens et les décideurs sur le risque d’inondation, est accessible sur le site de la DREAL Occitanie. La commune a été reconnue en état de catastrophe naturelle au titre des dommages causés par les inondations et coulées de boue survenues en 1982, 1992 et 1994,.
Castanet est exposée au risque de feu de forêt. En 2022, il n'existe pas de Plan de Prévention des Risques incendie de forêt (PPRif). Le débroussaillement aux abords des maisons constitue l’une des meilleures protections pour les particuliers contre le feu,.

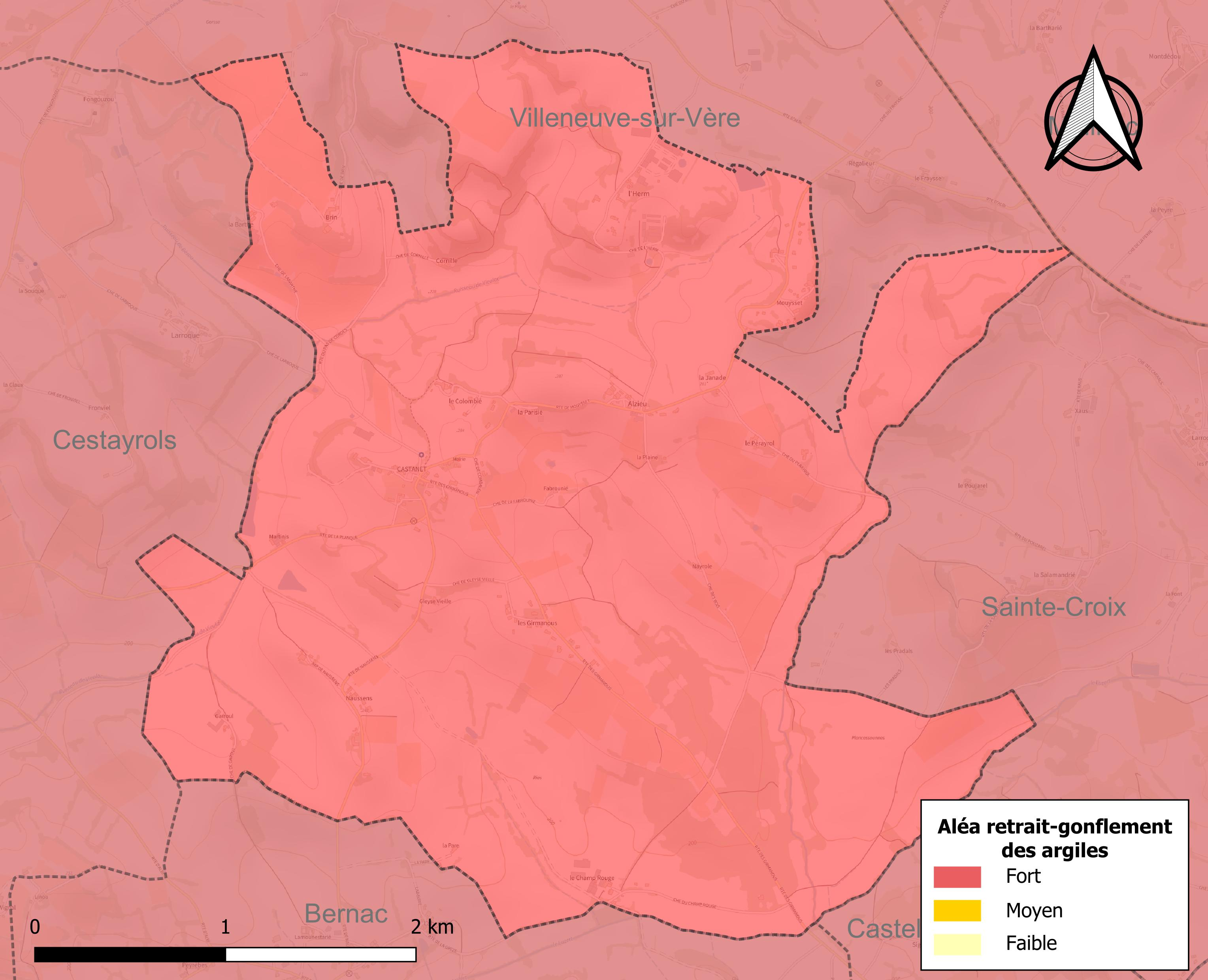
Carte des zones d'aléa retrait-gonflement des sols argileux de Castanet.

La commune est vulnérable au risque de mouvements de terrains constitué principalement du retrait-gonflement des sols argileux. Cet aléa est susceptible d'engendrer des dommages importants aux bâtiments en cas d’alternance de périodes de sécheresse et de pluie. La totalité de la commune est en aléa moyen ou fort (76,3 % au niveau départemental et 48,5 % au niveau national). Sur les 98 bâtiments dénombrés sur la commune en 2019, 98 sont en aléa moyen ou fort, soit 100 %, à comparer aux 90 % au niveau départemental et 54 % au niveau national. Une cartographie de l'exposition du territoire national au retrait gonflement des sols argileux est disponible sur le site du BRGM,.
Par ailleurs, afin de mieux appréhender le risque d’affaissement de terrain, l'inventaire national des cavités souterraines permet de localiser celles situées sur la commune.

#### Risques technologiques
Le risque de transport de matières dangereuses sur la commune est lié à sa traversée par des infrastructures routières ou ferroviaires importantes ou la présence d'une canalisation de transport d'hydrocarbures. Un accident se produisant sur de telles infrastructures est susceptible d’avoir des effets graves sur les biens, les personnes ou l'environnement, selon la nature du matériau transporté. Des dispositions d’urbanisme peuvent être préconisées en conséquence.

## Toponymie
Castanet : « châtaigneraie ».

## Politique et administration
| Période                                  | Période  | Identité     | Étiquette | Qualité |
| ---------------------------------------- | -------- | ------------ | --------- | ------- |
| Les données manquantes sont à compléter. |          |              |           |         |
| mars 2001                                | 2008     | Guy Durand   |           |         |
| mars 2008                                | En cours | Max Escaffre |           |         |

## Démographie
| 1793 | 1800 | 1806 | 1821 | 1831 | 1836 | 1841 | 1846 | 1851 |
| ---- | ---- | ---- | ---- | ---- | ---- | ---- | ---- | ---- |
| 383  | 466  | 482  | 493  | 473  | 461  | 450  | 411  | 419  |

| 1856 | 1861 | 1866 | 1872 | 1876 | 1881 | 1886 | 1891 | 1896 |
| ---- | ---- | ---- | ---- | ---- | ---- | ---- | ---- | ---- |
| 365  | 388  | 381  | 355  | 326  | 332  | 335  | 301  | 295  |

| 1901 | 1906 | 1911 | 1921 | 1926 | 1931 | 1936 | 1946 | 1954 |
| ---- | ---- | ---- | ---- | ---- | ---- | ---- | ---- | ---- |
| 262  | 273  | 248  | 207  | 212  | 206  | 218  | 189  | 194  |

| 1962 | 1968 | 1975 | 1982 | 1990 | 1999 | 2004 | 2006 | 2009 |
| ---- | ---- | ---- | ---- | ---- | ---- | ---- | ---- | ---- |
| 170  | 171  | 146  | 147  | 193  | 198  | 177  | 174  | 186  |

| 2014 | 2019 | 2022 | - | - | - | - | - | - |
| ---- | ---- | ---- | - | - | - | - | - | - |
| 196  | 191  | 199  | - | - | - | - | - | - |

## Économie

### Revenus
En 2018, la commune compte 82 ménages fiscaux, regroupant 179 personnes. La médiane du revenu disponible par unité de consommation est de 24 090 € (20 400 € dans le département).

### Emploi
|                | 2008  | 2013  | 2018 |
| -------------- | ----- | ----- | ---- |
| Commune        | 4,9 % | 4,5 % | 3 %  |
| Département    | 8,2 % | 9,9 % | 10 % |
| France entière | 8,3 % | 10 %  | 10 % |

En 2018, la population âgée de 15 à 64 ans s'élève à 101 personnes, parmi lesquelles on compte 76,8 % d'actifs (73,7 % ayant un emploi et 3 % de chômeurs) et 23,2 % d'inactifs,. Depuis 2008, le taux de chômage communal (au sens du recensement) des 15-64 ans est inférieur à celui de la France et du département.
La commune fait partie de la couronne de l'aire d'attraction d'Albi, du fait qu'au moins 15 % des actifs travaillent dans le pôle,. Elle compte 33 emplois en 2018, contre 40 en 2013 et 39 en 2008. Le nombre d'actifs ayant un emploi résidant dans la commune est de 77, soit un indicateur de concentration d'emploi de 43,2 % et un taux d'activité parmi les 15 ans ou plus de 48,8 %.
Sur ces 77 actifs de 15 ans ou plus ayant un emploi, 17 travaillent dans la commune, soit 23 % des habitants. Pour se rendre au travail, 82,7 % des habitants utilisent un véhicule personnel ou de fonction à quatre roues, 1,3 % les transports en commun, 8 % s'y rendent en deux-roues, à vélo ou à pied et 8 % n'ont pas besoin de transport (travail au domicile).

### Activités hors agriculture
15 établissements sont implantés  à Castanet au 31 décembre 2019.
Le secteur de l'industrie manufacturière, des industries extractives et autres est prépondérant sur la commune puisqu'il représente 60 % du nombre total d'établissements de la commune (9 sur les 15 entreprises implantées  à Castanet), contre 13 % au niveau départemental.

### Agriculture
|               | 1988 | 2000 | 2010 | 2020 |
| ------------- | ---- | ---- | ---- | ---- |
| Exploitations | 19   | 15   | 11   | 9    |
| SAU (ha)      | 619  | 702  | 803  | 882  |

La commune est dans le Gaillacois, une petite région agricole au sous-sol argilo-graveleux et/ou calcaire dédiée à la viticulture depuis plus de 2000 ans, située dans le centre-ouest du département du Tarn. En 2020, l'orientation technico-économique de l'agriculture  sur la commune est la polyculture et/ou le polyélevage. Neuf exploitations agricoles ayant leur siège dans la commune sont dénombrées lors du recensement agricole de 2020 (19 en 1988). La superficie agricole utilisée est de 882 ha,,.

## Culture locale et patrimoine

### Lieux et monuments
- Église Saint-André de Castanet.